# Alfheim Stadion
L'Alfheim Stadion est un stade situé à Tromsø, dans le Comté de Troms, en Norvège, inauguré en 1987.
Il est par ailleurs le stade-résident du club de football du Tromsø IL évoluant en Tippeligaen et du IF Fløya évoluant en Toppserien.